# Кверчето (Пиза)
Кверчето је насеље у Италији у округу Пиза, региону Тоскана.
Према процени из 2011. у насељу је живело 35 становника. Насеље се налази на надморској висини од 250 м.